# Scharnhorst (thiết giáp hạm Đức)
Scharnhorst là tàu chiến chủ lực(thuật ngữ dùng để chỉ tàu chiến-tuần dương hay thiết giáp hạm) của Đức,, được chế tạo cho Hải quân Đức quốc Xã (Kriegsmarine) sau Chiến tranh Thế giới thứ nhất. Nó là con tàu đầu tiên trong lớp cùng tên, một chiếc khác là Gneisenau. Nó được xây dựng tại xưởng Kriegsmarinewerft tại Wilhelmshaven, được đặt lườn vào ngày 15 tháng 6 năm 1935 và hạ thủy vào ngày 3 tháng 10 năm 1936. Nhập biên chế vào tháng 1 năm 1939, tàu được trang bị chín súng 28 cm C/34 trên ba tháp pháo ba nòng, mặc dù đã có kế hoạch để thay thế những vũ khí này bằng sáu khẩu 38 cm (15 in) SK C/34 trong tháp đôi.
Scharnhorst và tàu chị em của nó, Gneisenau đã hoạt động cùng với nhau trong hầu hết giai đoạn đầu của Chiến tranh Thế giới thứ hai, bao gồm những đợt xâm nhập vào Đại Tây Dương đánh phá tàu bè thương mại của Anh. Cả hai chiếc đã tham gia Chiến dịch Weserübung nhằm xâm chiếm Na Uy. Trong khi hoạt động ngoài khơi bờ biển Na Uy, chúng đã đối đầu với tàu chiến-tuần dương HMS Renown; vào lúc chúng đánh chìm tàu sân bay HMS Glorious, Scharnhorst đạt được một trong những phát hải pháo bắn trúng xa nhất trong suốt lịch sử hải quân.
Vào đầu năm 1942, sau những cuộc không kích của Không quân Hoàng gia, Scharnhorst cùng Greinesau đã thực hiện chuyến đi băng qua eo biển Anh Quốc ngay giữa ban ngày, từ lãnh thổ Pháp (bị chiếm đóng) trở về Đức. Sang đầu năm 1943, Scharnhorst tham gia cùng thiết giáp hạm Tirpitz tại Na Uy với nhiệm vụ ngăn chặn các đoàn tàu vận tải của Đồng Minh đi đến Liên Xô. Scharnhorst cùng với nhiều tàu khu trục Đức khởi hành từ Na Uy để tấn công một đoàn tàu vận tải, và bị ngăn chặn bởi lực lượng tàu hộ tống của Hải quân Anh. Trong Trận chiến mũi North, thiết giáp hạm Duke of York đã cùng một nhóm tàu có vũ trang (1 tàu tuần dương hạng nặng, 3 tàu tuần dương hạng nhẹ và 9 tàu khu trục) của Hải quân Hoàng gia Anh, Hải quân Canada và Hải quân Na Uy đánh chìm Scharnhorst. Chỉ có 36 binh lính thoát chết từ một thủy thủ đoàn gồm 1.968 người.